# Namatjira Drive
Namatjira Drive – część drogi stanowej nr 2, o długości 157 km, w Australii, na obszarze Terytorium Północnego. Droga ściśle turystyczna, przebiega przez park narodowy West MacDonnell. Jest częścią Red Centre Way. Nazwa drogi pochodzi od nazwiska aborygeńskiego malarza, pochodzącego z plemienia Arandów, Alberta Namatjira.